# Haasodonta
Haasodonta је род слатководних шкољки из породице Unionidae, речне шкољке.

## Врсте
Врсте у оквиру рода Haasodonta:
- Haasodonta fannyae
- Haasodonta vanheurni